# Chennai Open 2001
Il Chennai Open 2001 (conosciuto anche come Gold Flake Open) è stato un torneo di tennis giocato sul cemento.
È stata la 6ª edizione del Chennai Open,
che fa parte della categoria International Series nell'ambito dell'ATP Tour 2001.
Si è giocato al SDAT Tennis Stadium di Chennai in India, dal 1º gennaio all'8 gennaio 2001.

## Campioni

### Singolare
Michal Tabara ha battuto in finale  Andrej Stoljarov con il punteggio di 6–2, 7–6 (7-4)

### Doppio
Byron Black /  Wayne Black hanno battuto in finale  Barry Cowan /  Mosè Navarra con il punteggio di 6–3, 6–4